# Attaque du 2 février 2020 à Londres
L'attaque du 2 février 2020 à Londres est une attaque terroriste au couteau survenue le 2 février 2020 dans le quartier londonien de Streatham, au Royaume-Uni. L'attaque revendiquée par l'État islamique fait trois blessés, l'auteur est abattu.

## Contexte
Sudesh Amman, l'auteur de l'attaque, avait été condamné à trois ans de prison en 2018 alors qu'il était âgé de 18 ans. Il avait été libéré en janvier 2020 alors qu'il n'avait purgé que la moitié de sa peine. Il avait reconnu treize délits terroristes. Il est abattu par la police au cours de l'attaque, il est alors âgé de 20 ans.

## Déroulement
Le 2 février 2020, vers 14 h, cet homme attaque deux personnes au couteau dans le quartier de Streatham avant d'être abattu par la police. Il portait également un « engin » factice autour de la taille. L'attaque est revendiquée par l'État islamique.

## Bilan
Trois personnes sont blessées lors de l'attaque, deux ont été poignardées et la troisième personne a été blessée par un éclat de verre causé par un tir des forces de l'ordre. L'une des deux personnes poignardées a été hospitalisée dans un état critique.

## Réactions
Le maire de Londres Sadiq Khan a déclaré « Les terroristes cherchent à nous diviser et à détruire notre mode de vie. Nous ne les laisserons jamais réussir ».
Le premier ministre Boris Johnson a remercié « les services d’urgence qui ont répondu à l’incident de Streatham » et a annoncé « des changements fondamentaux » concernant le traitement des auteurs d’actes terroristes.